# Grímsey
Grímsey je mali otok dio Islanda, udaljen 40 kilometara od sjeverne obale glavnog otoka Islanda. U siječnju 2011. imao je 86 stanovnika. Do glasovanja o ujedinjenu 2009. godine s Akureyrijem, predstavljalo je hreppur (općinu) Grímseyjarhreppur, dio županije Eyjafjarðarsýsla. Jedino naselje na otoku je Sandvik.

## Zemljopis
Grímsey je najsjeverniji naseljeni islandski teritorij, otočić Kolbeinsey leži dalje na sjeveru, ali je nenaseljen. Najbliže kopno je otok Flatey 39,4 kilometara južno. Arktički krug prolazi kroz cijeli otok, dok cjelokupno kopno Islanda nalazi se južno od kruga. Obala otoka je okružena strmim liticama svugdje osim na južnoj obali. Ima površinu od 5,3 četvornih kilometara i maksimalnu nadmorsku visinu od 105 metara .

## Vanjske poveznice
- Informacije o otoku